# Amauronematus variator
Amauronematus variator är en stekelart som först beskrevs av Johannes Friedrich Ruthe 1859.  Amauronematus variator ingår i släktet Amauronematus, och familjen bladsteklar. Arten är reproducerande i Sverige.